# 菅野道夫
菅野 道夫（すげの みちお、1940年〈昭和15年〉2月3日 - 2023年〈令和5年〉8月9日）は、日本のファジィ理論研究者、数学者、人工知能学者、言語学者。工学博士。東京工業大学名誉教授。マドリード工科大学名誉博士。
国際ファジィ工学研究所 顧問、日本ファジィ学会 会長、International Fuzzy Systems Association（国際ファジィシステム学会）会長などを歴任した。

## 来歴
- 高校生の頃は理論物理学に興味を持ち、東京大学物理学科に進んだが、卒業後の1960年代終わり頃に、ロトフィ・ザデーの論文に感銘を受けたことから、ファジィ理論の研究に取り組み始めた。[5]
- 1975年に工学博士号を取得[2]。
- 1976年から1977年にかけて、クイーン・メアリー・カレッジ（ロンドン大学）、および、トゥールーズのオートメーション・システム解析研究所（LAAS）[6]にて在外研究を行った[7]。
- 1978年以降、ファジィ理論を制御工学に応用する研究を進め、1980年から83年にかけて、浄水場の水質をコントロールする、日本初のファジィアプリケーションを開発した。[8]
- 1987年、音声で大まかな指示を与えるだけで、自由自在に走り方をコントロールできる模型自動車の試作に成功した。[9]
- 1993年、大学入学センター試験「現代文」で、菅野道夫「ファジィ理論の目指すもの」が採用された。[要出典]
- 1994年1月、世界初の音声操縦無人ヘリコプターの開発に成功した。これは地上の人間の言葉を無線で伝え、自在に遠隔操縦できる「知的無人ヘリコプター」によるもので、静岡県、向笠飛行場での公開実験にて発表した。それ以前のヘリは、有人でも無人でも複雑な操作が必要だったが、このヘリでは、「もう少し前進」「大きく右へ旋回」といったあいまいな指示でも、その意味をほぼ正確に読み取って伝えることができるため、専門的な訓練を受けなくてもすぐ操縦できるという利点がある。[10]
- 1995年2月、小型「知的無人ヘリコプター」の公開実験にて（静岡県、向笠飛行場）、人工衛星によるGPSを利用して飛び、あらかじめ記憶させた模様の描かれた場所に着陸する世界初の試みに成功した。[11]
- 1970年代後半より、ファジィ理論とファジィ制御の研究を進める中で、言語に興味をもつようになった。ウィトゲンシュタインの哲学を知り 、チョムスキーよりもウィトゲンシュタインの観点に近い言語理論があるのではないかと考えるようになっていたところ、80年代後半にM・A・K・ハリデーの言語学理論に出会った。[12] 1990年頃にシステムの言語モデルに関心を持つようになり、ハリデーの選択体系機能言語学を本格的に学び始めた。[13]
- 2000年、東京工業大学の定年退職を機に理化学研究所・脳科学総合研究センターへ移り、ハリデーを顧問に迎えて、人間の知の体系としての言語システムにもとづく日常言語コンピューティングのプロジェクトに取り組んだ。[13]
- 2005年、同志社大学へ移る。同じ時期から、スペインのEuropean Centre for Soft Computing（ECSC）の連携研究員として ’Cognitive Computing’ 研究ユニットを立ち上げ、年に数か月現地に滞在して研究を行った。2010年に同志社大学を退職し、以降2015年までECSCの名誉研究員として研究を継続した。
- 今日、研究者の評価を示す指標として用いられるh-index(h指数)には、論文の被引用数を被積分関数としファジィ測度を計数測度とする菅野積分（Sugeno integral）が用いられている。[14][15]
- 2023年8月9日、死去[16]。

## 略歴
- 1940年 横浜市出身
- 1962年 東京大学 理学部物理学科卒業
- 1962年 三菱原子力工業 研究員
- 1965年 東京工業大学 工学部制御工学科 助手
- 1977年 東京工業大学大学院 総合理工学研究科システム科学専攻 助教授（ファジイシステム理論、システム数学）
- 1985年 東京工業大学大学院 総合理工学研究科システム科学専攻 教授（ファジイシステム理論）
- 2000年 理化学研究所脳科学総合研究センター 知能アーキテクチャ研究グループ 言語知能システム研究チーム チームリーダー[17]
- 2005年 同志社大学 文化情報学部 文化情報学科 特別客員教授
- 2010年 European Center for Soft Computing（ヨーロッパ・ソフトコンピューティング・センター）名誉研究員

## 学術賞歴
- 1986年 日本自動制御協会 椹木記念論文賞
- 1988年 日刊工業新聞社 技術科学図書文化賞 優秀賞
- 1990年 北米ファジィ情報処理学会 優秀論文賞
- 1992年 日本ファジイ学会 優秀著述賞
- 1994年 日本ファジイ学会 論文賞
- 1994年 国際MOISIL賞
- 1997年 International Fuzzy Systems Association （国際ファジィシステム学会）フェロー[18]
- 1998年 World Automation Congress  Lifetime Achievement賞
- 1999年 日本ファジイ学会 業績賞
- 2000年 IEEE Neural Network Council ファジィシステムパイオニア賞[19]
- 2003年 国際ファジイシステム学会 Outstanding Achievement賞
- 2010年 IEEE Frank Rosenblatt賞[20]
- 2012年 IPMU (Information Processing and Management of Uncertainty in Knowledge-Based Systems) Kampé de Fériet賞[21]
- 2017年 IEEE SMC Lotfi A. Zadeh Pioneer賞[22]

## 委員歴
- 日本ファジィ学会 副会長 (1989-1990)
- 国際ファジィ工学研究所 顧問 (1989-1995)
- 日本ファジィ学会 会長 (1991-1993)
- IEEE, SMC東京支部支部長(1994-1996)
- International Fuzzy Systems Association （国際ファジィシステム学会）会長 (1997-1999)
- 日本機能言語学会 理事（1997-2002）

## 著書・訳書
- 『あいまい工学のすすめ：新しい発想からの工学』寺野寿郎監修, 講談社〈ブルーバックス 486〉1981年, ISBN 978-4061180864
- 『ファジィシステム入門』寺野寿郎・浅居喜代治・菅野道夫編, オーム社 1987年, ISBN 978-4274021244
- 『ビジネスマンのための「ファジィ」読本』サイエンス社 1988年, ISBN 978-4781905235
- 『ファジイ制御』日刊工業新聞社 1988年, ISBN 978-4526023484
- 『ファジィ：新しい知の展開』中村雄二郎ほか, 日刊工業新聞社, 1989年, ISBN 978-4526024696
- 『ファジィ理論の展開：科学における主観性の回復』サイエンス社, 1989年, ISBN 978-4781905518
- 『応用ファジィシステム入門』寺野寿郎・浅居喜代治・菅野道夫編, オーム社 1989年, ISBN 978-4274074813
- 『ファジィ測度』菅野道夫編著, 日刊工業新聞社〈講座ファジィ 第3巻〉（日本ファジィ学会編）1993年, ISBN 978-4526032646
- 『ファジィ・ビジネスのすすめ』（長谷川洋子との共著）日刊工業新聞社, 1990年, ISBN 978-4526026614
- L. A. ザデー『ザデー・ファジィ理論』, 菅野道夫・向殿政男監訳, 日刊工業新聞社, 1992年, ISBN 978-4526032110
- 『技術と遊び』市川浩ほか編, 岩波書店〈現代哲学の冒険11〉, 1990年, ISBN 978-4000041010

## 関連文献
- 藤本勝成, 成川康男「菅野積分の歩んできた，そして，歩んで行く道のり －菅野先生の喜寿をお祝いして－ 第1回：菅野積分の栄枯盛衰」『知能と情報』第28巻第3号、日本知能情報ファジィ学会、2016年、64-72頁、doi:10.3156/jsoft.28.3_64。
- 藤本勝成, 成川康男「菅野積分の歩んできた，そして，歩んで行く道のり －菅野先生の喜寿をお祝いして－ 第2回：菅野積分の進化」『知能と情報』第28巻第4号、2016年、98-106頁、doi:10.3156/jsoft.28.4_98。
- 成川康男, 藤本勝成「菅野積分の歩んできた，そして，歩んで行く道のり －菅野先生の喜寿をお祝いして－ 第3回：菅野積分の数理」『知能と情報』第28巻第5号、2016年、132-140頁、doi:10.3156/jsoft.28.5_132。